# مولو (مراغة)
مولو هي قرية في مقاطعة مراغة، إيران. عدد سكان هذه القرية هو 151 في سنة 2006.